# Alcalá de la Selva (kommunhuvudort)
Alcalá de la Selva är en kommunhuvudort i Spanien.   Den ligger i provinsen Provincia de Teruel och regionen Aragonien, i den östra delen av landet, 250 km öster om huvudstaden Madrid. Alcalá de la Selva ligger 1 403 meter över havet och antalet invånare är 522.
Terrängen runt Alcalá de la Selva är kuperad. Runt Alcalá de la Selva är det mycket glesbefolkat, med 3 invånare per kvadratkilometer. Närmaste större samhälle är Mora de Rubielos, 13,8 km söder om Alcalá de la Selva. 